# Culicoides indianus
Culicoides indianus är en tvåvingeart som beskrevs av John William Scott Macfie 1932. Culicoides indianus ingår i släktet Culicoides och familjen svidknott. Inga underarter finns listade i Catalogue of Life.